# Казинка (Брянська область)
Казинка (рос. Казинка) — присілок у Брасовському районі Брянської області Росії. Входить до складу муніципального утворення Глодневське сільське поселення.
Населення — 16 осіб.
Розташований за 2,5 км на схід від села Глодневе.

## Історія
Розташоване на території Сіверщини.
Згадується з XVII століття в складі Глодневського стану Комарицької волості. Належав до парафії села Глодневе. До 1778 року в Севському повіті, в 1778—1782 рр. в Луганському повіті, з 1782 по 1928 рр. — В Дмитрівському повіті Орловської губернії (з 1861 — у складі Глодневської волості).
У XIX столітті — володіння Кушелєва-Безбородька; Був відомий гончарним ремеслом.
З 1929 року — в Брасовському районі.

## Населення
За найновішими даними, населення — 16 осіб (2013).
У минулому чисельність мешканців була такою:
| Роки      | 1866 | 1893 | 1920 | 1926 | 1979 | 1989 | 2002 | 2010 |
| --------- | ---- | ---- | ---- | ---- | ---- | ---- | ---- | ---- |
| Населення | 354  | 470  | 534  | 446  | 222  | 133  | 86   | 30   |